# Farah (huyện)
Farah là một huyện thuộc tỉnh Farah, Afghanistan. Dân số thời điểm năm 1999 là 73,914 người.